# إلسا فلوريس
إلسا فلوريس (بالإنجليزية: Elsa Flores)‏ هي رسامة أمريكية، ولدت في 1955 في لاس فيغاس في الولايات المتحدة.